# ادوارد ملوری
ادوارد مَلوری (انگلیسی: Edward Mallory؛ ‏ ۱۴ ژوئن ۱۹۳۰ – ۴ آوریل ۲۰۰۷) بازیگر اهل ایالات متحده آمریکا بود.  وی بین سال‌های ۱۹۶۰ تا ۲۰۰۷ میلادی فعالیت می‌کرد.
او دانش‌آموختهٔ دانشگاه کارنگی ملون بود.
از فیلم‌ها یا مجموعه‌های تلویزیونی که وی در آن‌ها نقش داشته است، می‌توان به روزهای زندگی ما اشاره نمود.